# Trhypochthoniellus porticus
Trhypochthoniellus porticus är en kvalsterart som beskrevs av K. Fujikawa 2000. Trhypochthoniellus porticus ingår i släktet Trhypochthoniellus och familjen Trhypochthoniidae. Inga underarter finns listade i Catalogue of Life.